# Mein Nachbar Totoro
Mein Nachbar Totoro (japanisch となりのトトロ Tonari no Totoro) ist ein japanischer Anime-Film aus dem Jahr 1988. Er entstand unter der Regie von Hayao Miyazaki, der auch das Drehbuch schrieb, bei Studio Ghibli. Die Musik komponierte Joe Hisaishi. Die Geschichte erzählt von den kleinen Abenteuern zweier Schwestern, die mit ihrem Vater in ein Haus auf dem Land in Japan gezogen sind. Im Haus und dem benachbarten Wald begegnen sie Naturgeistern, unter ihnen dem titelgebenden Totoro. Der Film wurde in Japan und mit der Zeit auch darüber hinaus zu einem beliebten Kinderfilm und zu einem Anime-Klassiker. Er ist zudem einer der bekanntesten Filme des Studio Ghibli, das die Titelfigur noch heute als Markenzeichen verwendet und das als damals noch junges Studio mit den Einnahmen aus den Verwertungen des Films erstmals finanzielle Sicherheit erlangte.
Kritiker und Kulturwissenschaftler ordnen Totoro als einen von Miyazakis persönlichsten Filmen ein, in dem er Erfahrungen aus seiner Jugend, japanische Mythen und die in den 1980er Jahren verloren gehenden japanischen Landorte sowie viele literarische Einflüsse verarbeitete. Als besonderes Merkmal des Films wird von vielen die authentische Darstellung der beiden Kinder genannt, durch deren Augen die Geschichte erzählt wird und deren fantastische Erfahrungen ernst genommen werden.

## Handlung
Tatsuo Kusakabe, ein Archäologieprofessor an einer Tokioter Universität, zieht 1958 mit seinen beiden Töchtern, der Grundschülerin Satsuki und der jüngeren Mei, aufs Land nach Matsuo, um in der Nähe seiner Frau Yasuko sein zu können, die sich im Shichikokuyama-Krankenhaus von einer schweren Krankheit erholt. Bei ihrer Ankunft erkunden die beiden Mädchen das alte Haus und entdecken Rußkobolde, die in unbewohnten Häusern leben. Die Großmutter – eine alte Frau von nebenan – erklärt ihnen, dass die Rußkobolde friedliche Geister seien, die das Haus bald verlassen würden, da es wieder bewohnt ist. Satsuki lernt den gleichaltrigen Kanta kennen, den Enkel der Großmutter, der ihr Haus ein Geisterhaus nennt und die Mädchen damit ärgern will. Nachdem sich die drei in dem Haus eingewöhnt haben, begegnet Mei beim Spielen im angrenzenden Wald, der von einem großen Kampferbaum beherrscht wird, dem Waldgeist Totoro. Mei mag das riesige Wesen auf Anhieb und will es ihrer Familie zeigen, doch der Weg dorthin ist verschwunden.
Als Satsuki in der Schule ist, taucht die Großmutter mit Mei auf, da Mei unbedingt bei ihrer Schwester sein wollte. Mei darf den Rest des Unterrichts in Satsukis Klasse verbringen. Auf dem Heimweg fängt es an, stark zu regnen. Während sich die beiden Mädchen in einem Schrein am Wegesrand unterstellen, kommt Kanta vorbei, gibt ihnen seinen Regenschirm und rennt verschämt davon. Als die beiden den Schirm zurückbringen, versteckt er sich. Am Abend wollen die Mädchen ihren Vater an der Bushaltestelle abholen. Während sie dort im Regen warten, taucht Totoro auf und stellt sich ebenfalls wartend neben sie. Satsuki leiht ihm einen Regenschirm, wofür sich Totoro mit einem Bündel Nüsse bedankt, bevor er in einen zwölfbeinigen Katzenbus einsteigt und mit ihm verschwindet. Die Nüsse pflanzen die Mädchen im Garten ein, damit dort Bäume wachsen. Eines Nachts taucht Totoro auf und lässt aus den Nüssen einen gigantischen Baum entstehen. Anschließend fliegt er mit den Mädchen quer durch das Tal. Am nächsten Morgen ist der gigantische Baum verschwunden, doch aus den Nüssen sind Sprösslinge gewachsen.
Wenig später erreicht die Familie die Nachricht, dass die Mutter das Krankenhaus doch nicht wie geplant verlassen kann. Mei ist am Boden zerstört, und Satsuki wird melancholisch. Weinend fällt sie in die Arme der Großmutter, da sie Angst hat, ihre Mutter würde sterben. Mei hat sich kurz zuvor mit ihrer Schwester sehr gestritten, weil die Kleine nicht versteht, dass ihre Mutter noch immer nicht nach Hause kann. Mei will ihrer Mutter nun einen Maiskolben bringen, da die Großmutter ihr erzählt hatte, dass jeder von ihrem Gemüse schnell gesund werde. Sie macht sich allein auf in das kilometerweit entfernte Shichikokuyama-Krankenhaus und verläuft sich. Als ihr Verschwinden bemerkt wird, suchen alle Nachbarn nach ihr, auch Kanta und die Großmutter. Nach Stunden erfolgloser Suche bittet Satsuki Totoro um Hilfe, der sofort den Katzenbus ruft. Dieser findet die völlig verstörte Mei. Der Katzenbus ist gerührt und bringt die Mädchen zum Krankenhaus. Von einem Baum aus beobachten sie, wie ihr Vater mit ihrer Mutter redet, die bald entlassen werden kann. Auf der Fensterbank findet der Vater den Maiskolben, auf dem „Für Mama“ eingeritzt steht. Am Ende bringt der Katzenbus die beiden Mädchen zurück nach Hause, wo die Nachbarn glücklich sind, dass Mei wohlauf ist.

## Produktion

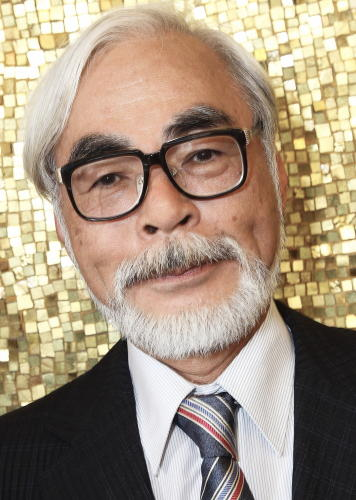
Regisseur und Drehbuchautor Hayao Miyazaki, 2008

Der 86 Minuten lange Film entstand bei Studio Ghibli nach einem Drehbuch und unter der Regie von Hayao Miyazaki. Das Charakterdesign entwarf Yoshiharu Satō und die künstlerische Leitung lag bei Kazuo Oga. Die Hintergrundbilder entstanden auch bei den Studios Atelier BWCA und Kobayashi Production. Die Animationsarbeiten leitete Charakterdesigner Yoshiharu Satō und neben anderen Subunternehmern war Studio Madhouse an der Schlüsselbildanimation beteiligt. Für die Kameraführung war Hisao Shirai verantwortlich und für den Schnitt Takeshi Seyama. Als Produzent fungierte Toru Hara, ausführender Produzent war Yasuyoshi Tokuma.

### Filmmusik

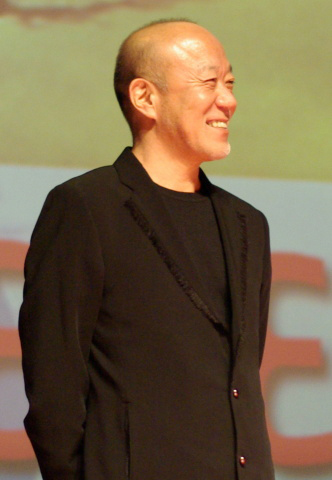
Joe Hisaishi, hier im Jahr 2008, komponierte die Filmmusik

Der Komponist der Filmmusik ist Joe Hisaishi. Es wurden einfache Kinderlieder und atmosphärische Klänge verwendet. Für die Produktion war Tokuma Japan verantwortlich. Die folgende Titelliste des Soundtracks bezieht sich auf den 2012 bei Wasabi Records erschienenen Soundtrack.
1. Hey Let’s Go (Sanpo) Opening Theme
2. The Village In May (Gogatsu No Mura)
3. A Haunted House! (Obake Yashiki!)
4. Mei and the Dust Bunnies (Mei To Susuwatari)
5. Evening Wind (Yûgure No Kaze)
6. Not Afraid (Kowakunai)
7. Let’s Go to the Hospital (Omimai Ni Ikô)
8. Mother (Okasan)
9. A Little Monster (Chiisana Obake)
10. Totoro
11. A Huge Tree In the Tsukamori Forest (Tsukamori No Taiju)
12. A Lost Child (Maigo)
13. The Path of the Wind (Kaze No Torimichi)
14. A Soaking Wet Monster (Zubunure Obake)
15. Moonlight Flight (Tsukiyo No Hikô)
16. Mei Is Missing (Mei Ga Inai)
17. Cat Bus (Nekobasu)
18. I’m So Glad (Yokattane)
19. My Neighbour Totoro (Tonari No Totoro) Ending Theme
20. Hey Let’s Go – With Chorus (Sampo – Gasshô Tsuki)

### Synchronisation

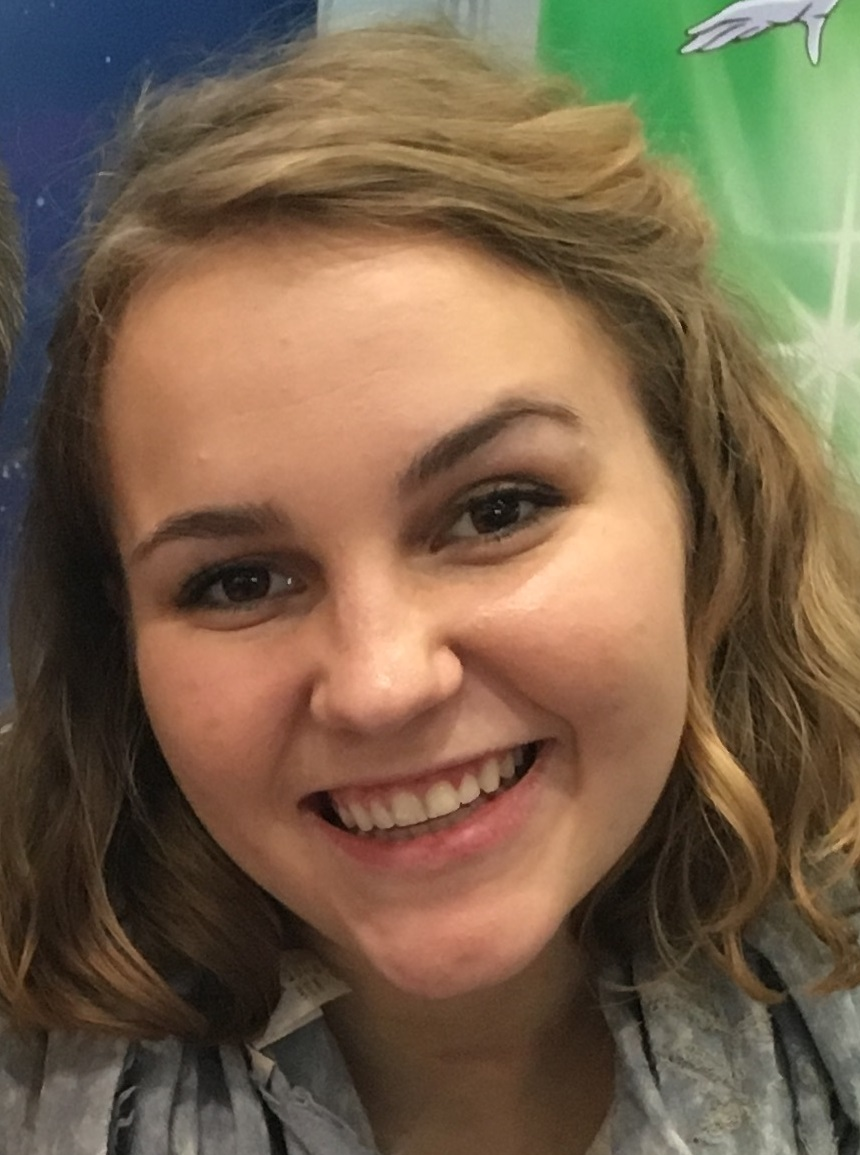
Maresa Sedlmeir, hier 2016, sprach Satsuki in der deutschen Synchronfassung von 2007

Die deutsche Fassung entstand bei FFS Film- & Fernseh-Synchron in München. Die Dialogregie übernahm Inez Günther. In der deutschen Fassung wird Satsuki durchgängig falsch Saki genannt. Auch die Aussprache von Totoro – im Japanischen betont auf der ersten Silbe – entspricht nicht dem Original.
| Rolle          | Japanischer Sprecher (Seiyū) | Deutscher Sprecher |
| -------------- | ---------------------------- | ------------------ |
| Satsuki (Saki) | Noriko Hidaka                | Maresa Sedlmeir    |
| Mei            | Chika Sakamoto               | Paulina Rümmelein  |
| Totoro         | Hitoshi Takagi               | Gerhard Jilka      |
| Vater          | Shigesato Itoi               | Philipp Brammer    |
| Mutter         | Sumi Shimamoto               | Christine Stichler |
| Großmutter     | Tanie Kitabayashi            | Monika John        |
| Kanta          | Toshiyuki Amagasa            | Moritz Günther     |
| Lehrerin       | Machiko Washio               | Inez Günther       |
| Ryoko          | Yuuko Mizutani               | Ulrike Jenni       |

## Veröffentlichung und Publikumserfolg

Die deutsche Fassung wurde erstmals 2007 bei Super RTL gezeigt.

Tonari no Totoro wurde von den Produzenten als großes finanzielles Risiko gesehen, da er von zwei normalen Mädchen und deren Abenteuer mit einem Waldgeist erzählt. Ob die Geschichte ausreichend Publikum finden würde, war unklar. Deshalb wurde der Film ab dem 16. April 1988 nur in Doppelvorstellungen mit dem zeitgleich bei Ghibli entstandenen Anime Die letzten Glühwürmchen gezeigt, der in Thema und Stimmung sehr gegensätzlich ist. Die letzten Glühwürmchen basiert auf einer bekannten literarischen Vorlage und war bereits von vielen Schulklassen gebucht worden, die nun ebenfalls Totoro als „Vorfilm“ zu sehen bekamen. In manchen Kinos lief Totoro stattdessen zusammen auf einem Ticket mit dem Film Hakuki no Shōjo Ryuko, das Die letzten Glühwürmchen thematisch ähnelt. Entgegen anfänglichen Bedenken, ob der Film sein Publikum finden werde, erwies er sich als sehr erfolgreich. Die Beliebtheit des Films ließ über Jahrzehnte nicht nach und er gehört zu den Klassikern des Studio Ghibli. Das Kino-Einspielergebnis in Japan betrug rund 1,1 Mio. US-Dollar. 2001 erschien der Film in Japan auf DVD. Diese verkaufte sich bis 2010 über 1 Million Mal und zählte bis dahin stets zu den 300 meistverkauften DVDs in Japan.
Auf die japanische Kinovorführung folgten zunächst Video-Veröffentlichungen in Korea, Taiwan und Hongkong sowie in den USA. Die erste englische Fassung entstand 1989, kam 1993 im Vertrieb von Troma in einige amerikanische Kinos und wurde im gleichen Jahr von Fox Home Video veröffentlicht. In Frankreich kam Totoro 1999 in die Kinos und verkaufte 430.000 Tickets, 2001 fand die Premiere in Großbritannien statt. Ab 2007 folgten Kinovorführungen in weiteren Ländern, darunter Dänemark, Schweden, Norwegen, Russland und die Türkei sowie später Italien und Spanien. Insgesamt spielte der Film international über 30 Millionen US-Dollar ein. Der Film war außerhalb Japans zunächst nicht überall erfolgreich. So kamen 1993 in den USA zu wenige Kinobesucher in den Film, um die Kosten des Vertriebs wieder einzuspielen. Erst über die Jahre hinweg gewann der Film Fans und auch den Zuspruch von Kritikern.
Die deutsche Synchronfassung wurde am 4. Mai 2007 erstmals bei Super RTL ausgestrahlt. Bei Universum Anime erschien der Film als deutschsprachige DVD am 17. September 2007 als limitierte Collector’s Edition, am 15. Oktober 2007 als normale Fassung sowie als Deluxe Edition. Am 22. März 2013 folgte eine in Farben, Kontrast und Filmkorn überarbeitete Fassung auf Blu-ray.

## Verarbeitungen und Adaptionen
Seit dem Anstieg des Bekanntheits- und Popularitätsgrades des Films in Japan gibt es auch zahlreiche Fanartikel (Merchandise) zu Totoro, unter anderem mechanische Spieluhren mit Melodien aus dem Film, vorwiegend den Hauptthemen aus Vor- und Abspann. Die Produkte waren nicht von Anfang an geplant, sondern entstanden in der Regel erst auf Wunsch der Fans und wurden ein anhaltender Verkaufserfolg. Es wurden bis zu 11 Milliarden Yen pro Jahr mit Lizenzprodukten zu Totoro umgesetzt. Darüber hinaus gibt es eine deutlich größere Zahl nicht-lizenzierter Produkte, da das Studio die Nachfrage nicht decken kann.
Im Ghibli-Museum in Tokio ist ein 15 Minuten langer Kurzfilm zu sehen, den das Studio unter Miyazaki 2003 produzierte. Unter dem Titel Mei to Koneko-basu (めいとこねこバス, „Mei und der Kätzchenbus“) erzählt der Ableger von Meis Abenteuern mit einem kleinen Katzenbus. Regie und Drehbuch lagen auch hier bei Hayao Miyazaki und die Designs aus dem Kinofilm wurden übernommen. Die künstlerische Leitung übernahm Ryoko Ina. Im Wechsel mit Mei to Koneko-basu werden Kurzfilme zu anderen Kinofilmen Miyazakis gezeigt. Zusammen mit dem Kinderbuchautor Tsugiko Kubo veröffentlichte Miyazaki, der die Illustration beitrug, im Jahr 2013 eine Romanadaption des Stoffes. Diese enthält über die Handlung des Films hinaus einen Besuch von Familienangehörigen in Tokio, welcher laut Rezensentin Juliet Morefield die Charakterentwicklung der Figuren unterstütze.
Die Royal Shakespeare Company adaptierte den Film als Theaterstück in Koproduktion mit Nippon TV. Das von Tom Morton-Smith geschriebene Stück nutzt auch Musik, arrangiert von Will Stuart, und Puppen von Basil Twist. Regie führte Phelim McDermott. Das Bühnenbild stammt von Tom Pye und die Kostüme von Kimie Nakano. Die Vorführungen begannen am 8. Oktober 2022. Beim Verkaufsstart am 19. Mai 2022 stellt das Stück einen neuen Verkaufsrekord am Barbican auf. Nach 15 Wochen endeten die Vorführungen am 21. Januar 2023. Die Produktion wurde mit sechs Laurence Olivier Awards ausgezeichnet. Im November 2023 folgte ein zweites Stück zu Totoro.

## Auszeichnungen und Kritiken
1988 erhielt der Film beim Mainichi Eiga Concours eine Auszeichnung in der Kategorie Bester Film. Im selben Jahr bekam er den Ōfuji-Noburō-Preis und einen Spezialpreis bei den Blue Ribbon Awards. Beim Kinema Jumpō 1989 wurde er ebenfalls in der Kategorie Bester Film und mit dem Publikumspreis ausgezeichnet, bei den Auszeichnungen des Magazins Animage gewann Totoro den Großen Preis.
Das British Film Institute führt den Film auf seiner von Kritikern gewählten Liste der besten Filme aller Zeiten. Mein Nachbar Totoro wird beschrieben als pastorales („seelsorgerisch“, aber auch „ländlich“), pantheistisches Kammerspiel mit einfachem, aber undurchschaubarem Erzählfluss. Es gebe keinen Plot, sondern aufrührende Impressionen der Unschuld und der Entdeckungen. Der Film lasse über die Wunder der Natur, des Lebens, Verbindungen und Veränderung um uns staunen, unterstützt von den bezaubernden Klängen, die Joe Hisaishi komponierte. Roger Ebert charakterisiert den Film als einen über eine Welt, in der wir leben sollten, nicht über die, in der wir leben, als eine gütige Welt ohne jedes Böse, ohne Monster und ohne Dunkelheit. In der antiklimaktischen Inszenierung der kleinen Actionszenen, oder wenn kurz Furcht in den Mädchen aufkommt, zeige Totoro deutlich die Unterschiede zum amerikanischen Animationsfilm. Auch meide Miyazaki ausgetretene Pfade der Kinder-Fantasy, wenn er die Erwachsenen die Fantasie der Kinder akzeptieren und sie nicht als Lügner bezichtigen lässt, die dann die Welt allein retten müssten. Auch andere Genre-Klischees, wie das über einen dunklen, bedrohlichen Wald, meide Miyazaki. Und die Krankheit der Mutter werde als Teil des Lebens behandelt, nicht als Tragödie, die in den Untergang führt. Darüber hinaus sei der Film reich an menschlicher Komik, die aus der Beobachtung der bemerkenswert überzeugenden, lebensechten kleinen Mädchen entsteht. Lauren Wilford schreibt in einem Vergleich zwischen Totoro und den amerikanischen Familienfilmen, dass Miyazaki seinen Film spürbar wirklich für Kinder geschaffen habe. Deren Perspektive werde in der Art des Erzählens, aber auch den Handlungen der beiden Protagonistinnen deutlich. Die Kinder seien nicht immer fröhlich, sondern zeigten auch viele andere Emotionen, doch all diese blieben auf der Ebene kleiner Kinder. Der Film ist nicht schrill und hat nur wenige, kleine Actionszenen. Er erzählt mit wenig Plot vom realistischen Erleben und Erkunden der Welt durch die Kinder. In diese werden sie nicht in ein Abenteuer hineingezogen, sondern sie schaffen sich eigene Abenteuer und Geschichten. Und wie eben eine solche Geschichte wirke auch Mein Nachbar Totoro.
Auch die Anime Encyclopedia nennt den Film sowohl einen für Miyazaki sehr persönlichen, da seine Mutter auch an Tuberkulose litt wie die Mutter im Film, als auch Miyazakis besten Film und einen der besten Animes überhaupt. In Totoro betrachte man die Welt durch die unschuldigen Augen der Kinder, es sei ein „erbaulicher Film über ungetrübte Hoffnung“. Auch Fred Patten nennt den Film in seiner Liste der 13 erwähnenswerten Anime-Filme von 1985 bis 1999 und Patrick Drazen bezeichnet Totoro als „möglicherweise besten Kinderfilm, der je gemacht wurde“. „Magisch, bezaubernd, herzerwärmend und wunderlich“, und „ein Lobgesang auf den verschwundene Lebensalltag auf dem japanischen Land“, so beschreibt ihn der Anime Guide, außerdem als „einen Spaß und ein Vergnügen für Kinder allen Alters“. Susan J. Napier fasst am Ende ihrer Filmanalyse zusammen, Miyazaki bediene sich für seine Botschaft seiner eigenen, „prächtigen bildlichen Vorstellungskraft zusammen mit subtiler Beschwörung der Psychologie und der Wahrnehmung der beiden Mädchen.“ Der Zuschauer begegne einer Welt, die womöglich zugleich von der Realität so entfremdet wie sie deren bezaubernde Erweiterung ist.
In Deutschland wurde der Film, schon unter dem Eindruck seines Status in Japan, sehr positiv von der Kritik aufgenommen. So schrieb filmstarts.de: „Mein Nachbar Totoro ist der japanische Kinderfilmklassiker schlechthin. Mit seiner geradlinigen Erzählweise, seiner gefühlvollen Schilderung der kindlichen Erlebniswelt und seinen herzerweichenden Figuren ist das Werk eine Ode an den Zauber der Natur und ein Hohes Lied auf die Fantasie. Ein Film, der mit seiner entwaffnenden Niedlichkeit generationsübergreifend zu begeistern versteht und die eigenen Kindheitstage wieder lebendig werden lässt.“ Bei Top-Videonews heißt es: „Sehr feinfühlig gelingt es Hayao Miyazaki in seinem Anime-Klassiker aus dem Jahr 1988, von den Ängsten zweier Kinder zu erzählen. Dabei verbindet er reale und fantastische Welten und lässt überdies japanische Traditionen einfließen, die auch jungen Zuschauern einen Eindruck von der Shinto-Religion und dem Landleben in Japan vermitteln. Vor allem aber besticht der Film durch das liebevolle Verhältnis der beiden unterschiedlich alten Geschwister.“ Die deutsche Zeitschrift AnimaniA schrieb 2002: „Wunderbare Animationen, herrliche Landschaftsbilder und ausgefeilte Charaktere: Schnell wurde Totoro [in Japan] zum gefeierten […] Miyazaki-Meisterwerk und verzauberte Jung und Alt gleichermaßen“. Der Film setze nicht auf Effekte, sondern konzentriere sich „auf die Story, die durch die liebevoll ausgearbeiteten Protagonisten in wundervollen Momentaufnahmen entscheidend geprägt wird“. Der Film habe, was viele „Zeichentrickfilme im Allgemeinen oftmals vermissen lassen: Nämlich Herz!“ Zur deutschen DVD-Veröffentlichung wurde der Anime ausführlich besprochen: Er zeige nicht nur einen freundlichen Waldgeist, den man sofort ins Herz schließe, sondern auch ein ländliches Japan der 1950er Jahre mit traditionellem Alltag, wie es die Japaner schon 1988 nicht mehr kannten. Die Geschichte von der Krankheit der Mutter habe auch eine sehr persönliche Note, da auch Miyazakis Mutter an Tuberkulose erkrankt war. Ob man die magischen Wesen als Flucht der Kinder vor der Krankheit der Mutter in eine Fantasie-Welt deutet oder nicht, werde dem Zuschauer überlassen und sei auch nachrangig. Vor allem beschwöre der Film „dieses besondere Gefühl von Sommer und Kindheit herauf“. Der Soundtrack sei unauffällig, aber passend. Die deutsche DVD habe eine gute Qualität und bilde trotz stellenweisem leichten Flimmern die „fantastische Animationsqualität mit ihren realistischen Farbtönen“ des Films gut ab. Die deutsche Synchronfassung sei allgemein auf hohem Niveau und treffe „atmosphärisch ins Schwarze“, einige Fehler in der Aussprache der Namen seien dadurch jedoch umso ärgerlicher. Anlässlich der deutschen Blu-Ray-Veröffentlichung 2013 hebt die AnimaniA den Charakter des Films als Klassiker und „zeitloses Fantasy-Märchen“ in „zauberhaften“ Bildern hervor. Die Aufbereitung für Blu-Ray habe den Film optisch noch reizvoller gemacht. Die Zeitschrift MangasZene zählt Totoro zu den besten Kinderfilmen, die je produziert wurden. Er komme ohne Antagonisten aus, nur mit der Angst der Kinder um die Mutter als Antrieb. Besonders erstaunlich sei „die vollkommene Abstinenz des Bösen“, das der Film gar nicht brauche. Stattdessen lade Miyazaki zum Entdecken ein. Der Zuschauer könne als Beobachter beiwohnen, wie die Geschichte ruhig erzählt werde in einem langsamen Rhythmus, der auch die Kleinsten nie überfordert und trotzdem nie langweilig wird. Gewarnt wird (noch vor der deutschen Veröffentlichung) vor der amerikanischen Fassung wegen „Vollbild und grauenvoller Amerikanisierung“.

## Nachwirkungen

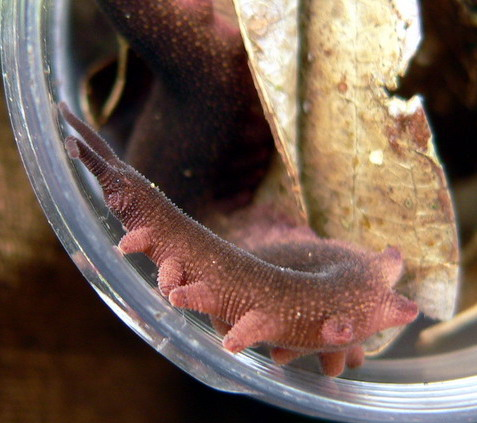
Eoperipatus totoro

Ursprünglich wollte man im noch jungen Studio Ghibli auf Lizenzprodukte verzichten, um sich nicht wirtschaftlichem Einfluss auf die Filme auszusetzen und nicht den Blick auf die Filme durch billiges Spielzeug zu versperren. Die Vergabe einer Lizenz für Totoro-Kuscheltiere brachte dann so viel Geld ein, dass das Studio erstmals Rücklagen bilden und die Produktion zukünftiger Filme damit besser absichern konnte sowie erstmals Zeichner fest anstellte und selbst ausbildete. Infolgedessen änderte sich die Firmenpolitik. Es folgten viele weitere Totoro-Merchandising-Produkte und derartige Verwertungen wurden bei den späteren Filmen üblich – jedoch im Eigenvertrieb des Studios und mit Entscheidungen über die Produkte erst nach Fertigstellung eines Films. Die Silhouette Totoros wurde zum Markenzeichen und Studiologo, das auch in späteren Filmen eingeblendet wird.
Für die Expo 2005 wurde das Haus der Familie aus dem Film auf dem Gelände der Weltausstellung nachgebaut. Initiativen zur Erhaltung des ländlichen Raums in Japan, wie er in Totoro gezeigt wird, beziehen sich auf den Film, insbesondere die Totoro Hometown Fund Campaign nordwestlich von Tokio.
Akira Kurosawa, der seinerseits von Miyazaki bewundert wird, bezeichnete die Figur des Katzenbusses als eine der schönsten Schöpfungen des Kinos. In mehreren japanischen und nichtjapanischen Filmen und Serien gibt es Reminiszenzen an den Film oder die Figur des Totoro, zunächst in Filmen von Ghibli und Miyazaki selbst, die die Rußmännchen in Chihiros Reise ins Zauberland wieder auftreten ließen. Auftritte in anderen Werken umfassen die Animeserie Kare Kano, in der die drei Totoros einen kurzen Auftritt in der Folge Der Ferienanfang haben. In Toy Story 3 tritt ein Totoro in Form eines Plüschtieres auf. Folge 10 der 14. Staffel der US-amerikanischen Animationsserie South Park (betitelt Mysterion rises – Mysterion schlägt zurück) enthält Totoro-Zitate: Cartman (als Mei) und der Dunkle Lord Cthulhu (als Totoro) parodieren die Begegnungsszene zwischen Mei und Totoro. Auch erklingt eine Parodie der Titelmelodie von Totoro. Die Themen des Films klangen danach in anderen Werken nach: ein vergehendes, traditionelles Leben gemischt mit der übernatürlichen Welt, das auf die Moderne trifft. Der Film, so die Anime Encyclopedia, trug dazu bei, eine modernisierte Form der alten Märchenerzählungen in das japanische Kino zurückzubringen.
Die Stummelfüßer-Art Eoperipatus totoro ist nach dem Film benannt, da ihre Körperform ihre Entdecker an den Katzenbus aus dem Film erinnerten.

## Hintergründe, Interpretationen und Einordnung

Buswartehäuschen in Saiki: Malerei mit der Buskatze, Totoro und Satsuki im Wipfel eines riesigen Baumes (Szene aus dem Film)

### Figuren
Ein Totoro ist ein freundliches Wesen, das nur von Kindern gesehen wird. Im Film kommen mehrere dieser Wesen vor: Ein kleiner weißer Totoro, der sich für kurze Zeit unsichtbar machen kann, und ein etwas größerer blauer Totoro sammeln Eicheln, als sie das erste Mal von Mei entdeckt werden. Mei verfolgt die beiden und findet den großen Totoro, der aussieht wie eine Mischung aus Eule, Hase, Katze und Waschbär. Der Name geht, so die Deutung vieler Kritiker, im Film auf ein Missverständnis Meis zurück. Sie fragt den großen Totoro nach seinem Namen und dieser antwortet mit „Tororo“ – der japanischen Schreibweise für „Troll“, von denen sie zuvor in einem Kinderbuch gelesen hat. Dass Mei das Wesen mit dem (missverstandenen) Namen eines vorher existierenden Konzepts nennt, kann als Hinweis verstanden werden, dass Totoro das Produkt ihrer Fantasie ist. Als Natur- und Waldgeister verfügen Totoros über besondere Fähigkeiten. Sie können beispielsweise durch ein Ritual Bäume wachsen lassen oder auf einem Kreisel balancierend fliegen. Ein weiteres Wesen von Bedeutung ist der zwölfbeinige Katzenbus, eine lebendige Mischung aus Bus und Katze, der seine Passagiere an jeden beliebigen Ort bringen kann. Sowohl Totoro als auch die anderen Wesen werden von Kritikern auch als Ersatz für die abwesende Mutter gedeutet, da sie die Kinder umarmen (oder wie der Katzenbus sogar umschließen) und Geborgenheit bieten. Jörn Glasenapp nennt Totoro zudem als herausragendes Beispiel der Ästhetik von Cute/Kawaii, die weit mehr als nur niedlich sei. Er zeige nicht Kindlichkeit, sondern eine ausgeprägte „unpindownability“, eine Nicht-Einordenbarkeit. Er ist keiner Tierart eindeutig zuzuordnen, keinem Geschlecht, ist unheimlich und gibt zugleich Sicherheit und vereint viele weitere Widersprüchlichkeiten in sich.
Statt der beiden Schwestern war ursprünglich nur ein Mädchen als Protagonistin geplant. Noch im fertigen Film haben die Namen der beiden die gleiche Bedeutung: Die kleine Schwester Mei als japanische Schreibweise des englischen Namens für den Mai (May) und die ältere Schwester Satsuki mit einem alten japanischen Namen für den fünften Monat. Die Eigenschaften der ursprünglichen Protagonistin wurden aufgeteilt, Satsuki mit dem traditionelleren Namen ist zugleich diejenige, die bereits Verantwortung für das Haus und auch für ihre kleine Schwester übernimmt. Susan Napier analysiert den Film auch vor dem Hintergrund von Miyazakis Bild des shōjo, der japanischen Idealvorstellung des jungen oder junggebliebenen Mädchens. Diese sind bei ihm immer die aktiven Heldinnen und erkunden in diesem Fall, trotz ihres jungen Alters, eigenständig das fremde Haus und dessen Umgebung. Sie sind mutig, neugierig, selbstbestimmt, aber dennoch weiblich und geben der klassischen fantastischen Geschichte so eine frische Note. Insbesondere Mei zeigt mit ihrer Dickköpfigkeit einen glaubwürdigen Charakter und gibt der Fantastik ein Stück Realismus. Sie ist es auch, die am häufigsten und als Erste mit dem Übernatürlichen in Kontakt tritt. Dieses Übernatürliche tritt immer in Situationen der Einsamkeit, der Not oder Überforderung in die Geschichte. Aktiv auf Totoro zugehen, so Natsuko Hirashima, kann Satsuki erst am Ende der Geschichte, als sie in der Suche nach ihrer verschwundenen Schwester in größter Not ist. Das sieht unter anderem Yoshiyuki Shimizu als Hinweis darauf, dass die Wesen ein Produkt der Fantasie der Mädchen sind, die ihnen bei der Bewältigung psychisch herausfordernder Situationen hilft. Die kleinen Totoros, so Napier, könnten dann insbesondere in der Szene des nächtlichen Tanzes als Alter Egos der beiden Mädchen betrachtet werden. Raz Greenberg beschreibt Satsuki als tragische Figur des Films: Während Mei so jung ist, dass sie die Probleme nicht begreift und sich in ihren fantastischen Abenteuern verlieren kann, versteht die Ältere die Gefahren für ihre Mutter und sorgt sich. Sie muss die Rolle der Mutter im Haushalt und Verantwortung für ihre kleine Schwester übernehmen. So wird Satsuki in die Welt der Erwachsenen hineingezogen und muss selbst schnell erwachsen werden. Dabei zeigt sie viel Kraft, die ihr auch von den gemeinsamen fantastischen Abenteuern mit Mei und Totoro gegeben wird. Sie hat viel mehr Kontakt mit anderen Kindern als ihre kleine Schwester, vor denen sie sich dann manchmal für Meis Verhalten schämt. Die Designs zeigten deutlich die im Laufe des Films wachsende Distanz zwischen den Schwestern: Während Mei sich in Statur und Kleidung deutlich von den anderen unterscheidet, gar als einzig „echtes Kind“ erscheint, wirkt Satsuki eher wie eine kleine Erwachsene. Am Ende des Films wirkt es, als hätte Satsuki ihre Krise überwunden und Mei würde nun in die Phase geraten, in der ihre große Schwester zu Beginn stand.

### Einflüsse, Eigenschaften und Deutung der Welt des Films
Die Mutter der beiden Kinder leidet, was im Film nicht explizit genannt wird, an Tuberkulose. Auch die Mutter von Hayao Miyazaki selbst war daran erkrankt, als er noch ein Kind war, weswegen er mehrfach die Schule wechselte. Das Shichikokuyama-Krankenhaus, in dem die Mutter im Film behandelt wird, existiert tatsächlich und war in den 1950er Jahren auf Tuberkulose-Erkrankungen spezialisiert. Die Nachbarschaft, in der sich ihr neues Haus befindet, ist an Tokorozawa angelehnt. Die Krankheit und der mögliche Tod der Mutter dient in der Geschichte als Gegengewicht zu den reizenden, fantastischen Begegnungen der Mädchen, stellt sie doch eine der Urängste von Kindern dar. Die Abwesenheit der Mutter ist zugleich Motor für das Fortschreiten der Handlung.
Miyazaki zeigt Japan in dem Film als ein Land, das tief in seiner Vergangenheit verwurzelt ist und in dem antike Schreine der Gegenwart trotzen. Es ist die Landschaft der Satoyamas, der japanischen Siedlungen am Waldrand, die während der Urbanisierung der 1980er Jahre immer mehr verschwanden und für deren Erhalt sich Miyazaki einsetzte. Den hedonistischen, materialistischen Zeitgeist der Bubble Economy, in der sich Japan damals befand, lehnt Miyazaki zutiefst ab. Es wird das Übernatürliche mit dem Alltäglichen verbunden, wie auch im späteren Ghibli-Film Kikis kleiner Lieferservice. Und wie in Prinzessin Mononoke werde kein Bösewicht gezeigt, der für Übel verantwortlich gemacht werden kann. Dies war Miyazaki ein besonderes Anliegen, da er wahrnahm, dass Kinder zunehmend vor den Fernseher gesetzt und von diesem „aufgezogen“ würden. Die in den meist gezeigten, konfliktbasierten Geschichten lehnte er ab und wollte dem etwas entgegensetzen. Stattdessen, so Susan J. Napier, werde wie bei Kiki die psychologische Entwicklung und Auseinandersetzung der Mädchen mit der neuen Situation des Umzugs und der Krankheit der Mutter in den Mittelpunkt gerückt.
Susan Napier verweist auf die stark idealisierte Darstellung der 1950er Jahre, die vor allem als fantastischer Raum zur Flucht, Freude und Hoffnung diene. Der zutiefst nostalgische Film sei die Suche nach einer eingebildeten persönlichen Vergangenheit. Während positive Seiten der japanischen Vergangenheit gezeigt werden, hat der Krieg oder die Industrialisierung scheinbar nie stattgefunden. Der große Kampferbaum, „König des Waldes“ genannt, in Nachbarschaft des neuen Hauses, ist nicht nur Wohnort von Totoro. Er wird von den Menschen im Ort nach Tradition des Shintō als Naturgottheit verehrt, ist mit einem Shimenawa geschmückt und hat einen kleinen Schrein. Dazu kommen viele weitere Verweise auf die japanische Religion, wie die vielen Schreine am Wegesrand, und japanische Erzählungen. So vergleicht Satsuki Meis Warten auf das Aufgehen der Saat mit einer Krabbe aus einer alten Legende. Auch japanische Bräuche werden deutlich, wenn Satsuki beim ersten Betreten des alten Hauses zwar nicht die Schuhe auszieht, aber stattdessen auf ihren Knien läuft. Der Umgang mit den Geistern, die beim Reinigen des Hauses verschwinden wie bei einer rituellen Waschung, verweist ebenso auf Praktiken des Shintō. Der Tanz der beiden Schwestern mit Totoro im Garten, der die Samen keimen lässt, ist ebenfalls deutlich als an religiöse Fruchtbarkeitsrituale angelehnt zu erkennen.
Jörn Glasenapp analysiert den Film auf Grundlage von Otto Ranks Thesen zum Geburtstrauma. Er sieht in Totoro viele Ansatzpunkte, den Film als Verarbeitung des Geburtstraumas zu deuten. Immer wieder werden Szenen gezeigt, in denen sich die beiden Mädchen in einer sinnbildlichen Gebärmutter befinden oder sich in diese zurückwünschten. So nennt er die eingeengte Fahrt zwischen Umzugspaketen zu Beginn des Films oder die Fahrt im Katzenbus, die im Inneren des Wesens stattfindet. Besonders markant sei Meis erste Begegnung mit Totoro, für die sie sich durch mehrere Tunnel und Gänge wie durch Geburtskanäle begibt, um schließlich bei dem Waldgeist anzukommen, der ihr in seiner Höhle Geborgenheit gibt. Die Rolle Totoros als Ersatzmutter wird durch diese Lesart besonders deutlich.

### Einordnung in Genres und Miyazakis Werk
Laut Raz Greenberg zeigten sich in dem Film sehr deutlich Einflüsse und Anleihen aus Miyazakis früheren Werken, insbesondere Serien des World Masterpiece Theater. Ähnlich wie diese feiere Totoro die Freuden der Kindheit, so zeige die Eröffnungssequenz mit den das neue Zuhause erkundenden Mädchen große Ähnlichkeit mit dem Beginn von Heidi, in dem das Mädchen seine neue Heimat erkundet. Auch in der ausführlichen Darstellung natürlicher Landschaften und Natur ähneln sich die beiden Werke. Die Gestalt des Totoro und dessen Name verweisen auf Panda! Kopanda! und Mumins – letzteres besonders, da es um Trolle geht. An Panda! erinnere auch, wie Satsukis Bewusstsein für das Vergehen der Zeit verdeutlicht wird, wenn sie in ihren Briefen an ihre Mutter auf die vergangenen Tage, Wochen und Monate und den Wechsel der Jahreszeiten eingeht. Die Flugszenen wiederum seien durch Miyazakis Arbeit an der Verfilmung von Little Nemo – Abenteuer im Schlummerland inspiriert. Zugleich sei Totoro viel persönlicher als frühere Werke, insbesondere in Gestalt der wie in Miyazakis Kindheit auch von Tod bedrohten Mutter. Das Schicksal von Waisen oder die Bedrohung, die Eltern zu verlieren, kam aber auch in früheren Serien schon vor, so in der Fernsehserie Marco von 1976. Bei Totoro kommt es den persönlichen Erfahrungen Miyazakis nun besonders nahe.
Neben Verweisen auf japanische Mythen zeigt der Film auch Ähnlichkeiten zu Alice im Wunderland, insbesondere wenn Mei dem kleinen Totoro folgt, durch die Wurzelhöhlen des Waldes kriecht und damit in die fantastische Welt eintaucht. Doch gibt es erhebliche Unterschiede, so Susan Napier: Mei wird nicht mit absurden oder gar gefährlichen Begegnungen konfrontiert, sondern dem harmlosen Waldgeist. Und als sie ihrer Familie von der Begegnung erzählt, wird diese Erfahrung akzeptiert. Anders als bei Alice, wo das Wunderland von der Realität abgetrennt wird, ist das Übernatürliche hier ganz selbstverständlicher Teil des Alltags. Auch dass Totoro (fast) stumm ist, steht im Gegensatz zu Alice oder anderen sprechenden Tieren in der westlichen Fantastik. Und der fast stumme Totoro trägt zur ruhigen, feinsinnigen Erzählung bei, da die Mädchen so ihre Interpretationen auf ihn projizieren können und die Begegnung mit dem Übernatürlichen so unter ihrer Kontrolle bleibt. Während andere Autoren auch Einflüsse aus Donguri to yamaneko von Kenji Miyazawa oder Anne auf Green Gables als Einflüsse nennen, erkennt Jörn Glasenapp im Film eine nicht-deklarierte Adaption von Astrid Lindgrens Ferien auf Saltkrokan von 1964. Miyazaki habe bereits früher Lindgrens Werke adaptieren wollen, sei von ihr aber abgelehnt worden. Totoro zeige in seiner Handlung eine verblüffend große Ähnlichkeit mit Saltkrokan: Der Umzug in ein altes Haus, die Figur des Vaters, eher handlungsarme, episodische Erzählweise, das intensive Erleben der Natur und das Fehlen der Mutter.
Thomas Lamarre ordnet den Film in das Werk Miyazakis ein: Im Gegensatz zu den übrigen, an eher erwachsenes Publikum gerichteten Filmen, sind Totoro und Kikis kleiner Lieferservice die beiden Filme, mit denen sich Miyazaki vor allem an kleine Kinder richtet. In ihnen geht es nicht um große Abenteuer in fantastischen Welten, sondern um den kleinen Alltag. Die Freude am Fliegen und Flugobjekte sind wie in allen Filmen Miyazakis ein wichtiger Teil, aber das sonst meist behandelte, konfliktreiche Wechselspiel von Technik, Mensch und Natur tritt in den Hintergrund. In diesem Fall sind die Flugobjekte die übernatürlichen Wesen Totoro und der Katzenbus, die erneut eine von Miyazaki bevorzugte „knollige“ Form annehmen. Und wie in vielen seiner Filme meide Totoro eine genaue zeitliche und soziokulturelle Zuordnung. Zwar finde die Handlung in den 1950er Jahren statt, doch die bestimmende Titelfigur verweise als Shintō-Geist weit in die japanische Vergangenheit und zugleich auf die Darstellung von Trollen in modernen Kinderbüchern. Der Handlungsort nahe Tokio, so Susan Napier, sei eine Ausnahme in Miyazakis Schaffen, der seine Geschichten sonst in unbestimmten, europäisch aussehenden Fantasy-Welten spielen lasse. Eine auch in diesem Film wiederkehrende Konstante in Miyazakis Geschichten sei die herausragende Stellung von Bäumen und Wäldern. Und der nächtliche Flug mit Totoro, mit dem Fliegen als bei Miyazaki stets entscheidendem Element, sei von besonderer Bedeutung: Die Szene zeige den kindlichen Sinn für die Allmacht, die ihnen ihre Fantasie oder die Begegnung mit dem Übernatürlichen verleiht und mit der sie ihre Ängste und Sorgen überwinden können. Doch es werde nicht nur der wilde Wald gezeigt, so Raz Greenberg, sondern auch Gärten und Felder, sodass der Eindruck einer Koexistenz von Natur und Mensch entstehe.
Die Erzählung im alltäglichen Setting reiht sich auch in eine Strömung im japanischen Anime, die eben solche Alltagssituationen in ihren Mittelpunkt rückt. Dabei wird eine entspannte Unterhaltung und zugleich Flucht aus dem stressigen, modernen Alltag in eine ländliche Vergangenheit angeboten. Susan Napier ordnet den Film in die „echte“ Fantastik nach Tzvetan Todorov ein, in der die Grenze zwischen Realität und Übernatürlichem unklar bleibt. Es wird nicht aufgelöst, ob es den Totoro wirklich gibt, oder ob er nur ein Produkt der Fantasie der beiden Mädchen ist. Unabhängig davon hilft die Begegnung mit dem Fantastischen den beiden Kindern, die psychologische Belastung zu bewältigen. Ob es nur ihre Fantasie ist oder die echte Fähigkeit, mit dem Übernatürlichen in Verbindung zu treten, es wird in jedem Fall als Zeichen von Stärke und mentaler Gesundheit dargestellt. Dabei hilft die Fokussierung auf die Perspektive der Kinder. Die Erwachsenen sind nur Nebenfiguren und sind ihnen in Not auch keine Hilfe – nur die übernatürlichen Wesen beziehungsweise ihre eigene (Einbildungs-)Kraft helfen ihnen. Im Fokus läge auch ein Widerhall der Kindheit, so Helen McCarthy: Auf dieser Ebene haben auch die kleinsten Ereignisse große Auswirkungen [auf uns als Kinder] gehabt. Dies, so Napier, führe zurück zum Bild des shōjo, das als noch-nicht-Erwachsener und als nicht-Mann sehen könne, was die anderen nicht sehen könnten. Sie sähen die Welt mit frischem, klarem Blick. Die zentrale Botschaft des Films sei laut Napier, dass Magie – oder die Macht der menschlichen Vorstellungskraft – in Einklang mit der Welt und den Mysterien der Natur bestehen können. Und dass man, um mit ihnen in Kontakt zu treten, nicht nur Mut, Ausdauer und eigene Vorstellungskraft aufbringen muss, sondern auch die Bereitschaft, Schwäche und Verletzlichkeit zu zeigen. Gerade dies sei die Stärke von shōjo-Figuren, wie Miyazaki sie zeigt.